# 坛子肉
坛子肉，是一道著名的中国菜，湘菜、鲁菜、京菜、川菜等各菜系的做法味道不同。

## 各地做法

### 湘菜
坛子肉在湘菜中又名辣酱肉，是湖南一道著名的湘菜，出自湖南郴州市郴州。主要选取新鲜的猪肉，加上郴州五爪辣椒精制而成。味道辛辣可口，肥而不腻，有开胃和增加食欲的效果。
根据郴州当地传说，该菜诞生在三国蜀国时期，五虎大将之一的赵云攻占郴州的桂阳郡时，桂阳郡老百姓用方元五爪辣椒腌制猪肉片和五花肉，赠送给赵云。事实上，辣椒产自美洲墨西哥，于明朝末年传入中国。

### 鲁菜
鲁菜中的坛子肉是将猪肉、冰糖、酱油及其它调料放入坛子中煨至软烂，较少放辣椒。有时坛子中还会放入鸡肉、冬菇、冬笋等食材。

### 东北菜
东北的坛子肉称作“坛肉”，做法与红烧肉类似，有时二者会有所混淆。五花肉加冰糖、酱油煸炒，再放入坛子内加香料煨至软烂即成，通常搭配米饭食用。